# دانشگاه ایلینوی شمالی

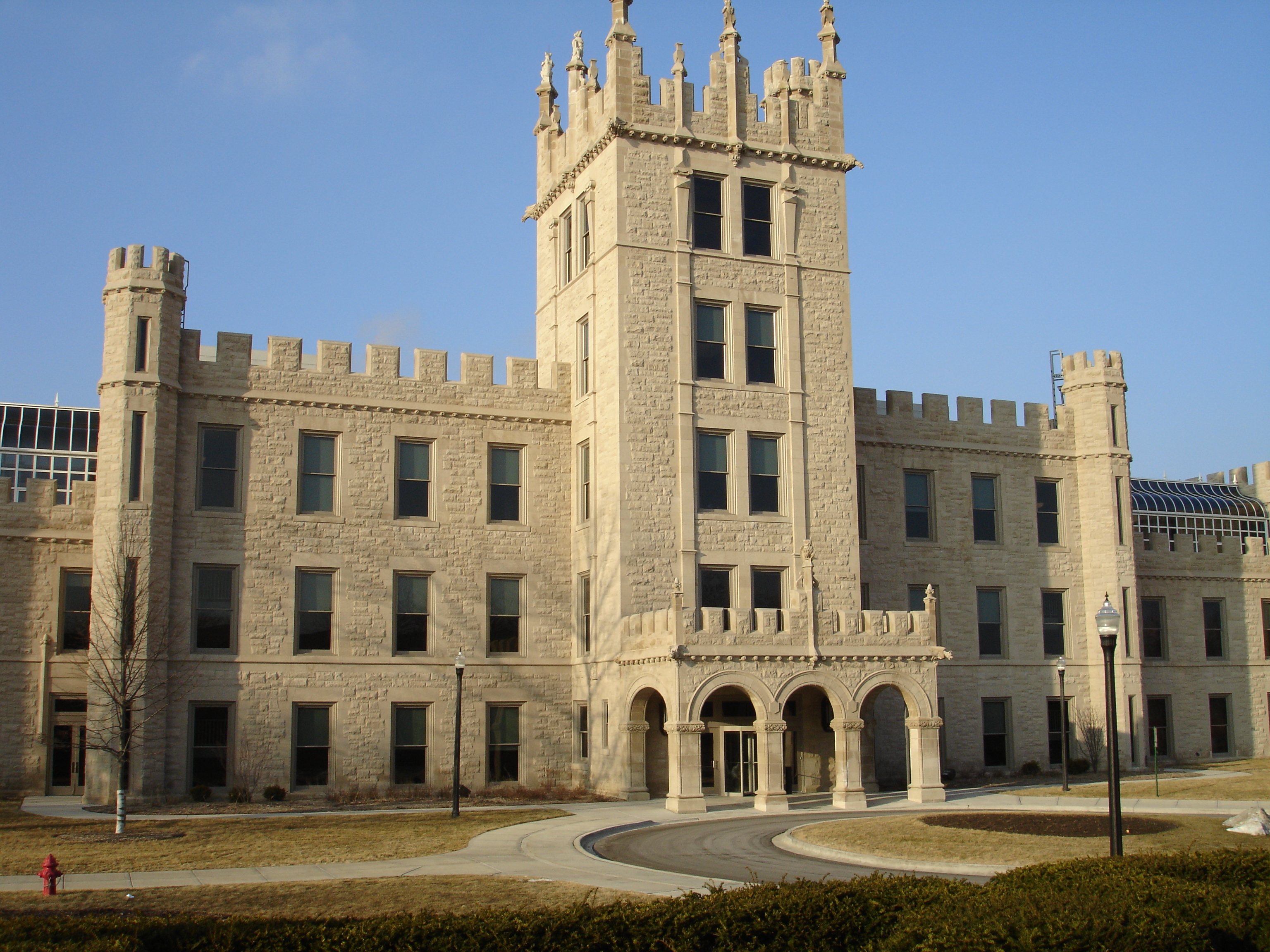
ساختمان «آلتگیلد»

دانشگاه ایلینوی شمالی (به انگلیسی: Northern Illinois University) تأسیس ۱۸۹۵ از دانشگاه‌های ایالت ایلینوی و در شهر دیکلب، ایلینوی واقع شده‌است.